# Richard Hunt (titiritero)
Richard Hunt (Nueva York, 17 de agosto de 1951 - 7 de enero de 1992) fue un actor, actor de doblaje, director, comediante y titiritero estadounidense, más conocido como intérprete de la serie televisiva Los Muppets. Fue miembro de The Jim Henson Company por más de veinte años.
Con ese grupo, Hunt representó a Beaker, Scooter, Janice, Statler y Sweetums.

## Primeros años
Richard Hunt nació en el barrio del Bronx (Nueva York). Fue el segundo de cinco hijos. Algunos años más tarde su familia se mudó a Closter (Nueva Jersey).
Como todos en su familia trabajaron en algún momento en el espectáculo, Richard Hunt siempre sintió que iba a terminar en entretenimiento. Desde una edad temprana él era fan de los entonces incipientes Muppets. Mientras estudiaba en la escuela intermedia y en la secundaria, realizaba espectáculos con títeres para los niños de su vecindad. Después de graduarse de la escuela secundaria, trabajó una temporada de cuatro meses en dar los informes del tiempo en una estación de radio local. Inmediatamente después, Richard Hunt llamó desde un teléfono público a la producción del programa televisivo infantil Sesame Street: «Hey, I’m a puppeteer, can you use me?» (‘Hola, soy titiritero, ¿podrían usarme?’).
Lo invitaron a reunirse con Jim Henson (1936-1990), el creador de los Muppets, quien lo contrató.

## Carrera
Richard Hunt fue contratado para trabajar en el programa televisivo infantil Sesame Street. Realizaba sobre todo personajes de fondo en los primeros programas especiales. Una de sus primeras grandes actuaciones fue en la película The Frog Prince (‘el príncipe sapo’) como titiritero del personaje «Taminella Grinderfall», mientras Jerry Juhl realizó la voz.
También hizo de Scooter y compartió el personaje de Miss Piggy con Frank Oz hasta el último trimestre de la primera temporada de The Muppet Show. Hunt realizó muchos personajes en Sesame Street, incluyendo
Forgetful Jones,
Plácido Flamingo,
Don Music,
Gladys la Vaca,
Sully, y
una primera versión de Elmo.
En Fraggle Rock, el papel principal de Hunt fue la realización de las expresiones faciales y la voz de Junior Gorg, pero también representó a Gunge (uno de los feriantes del Trash Heap), y varios personajes de una sola toma o de menor importancia.
También dirigió varios videos caseros como Sing-Along, Dance-Along, Do-Along y Elmo's Sing-Along Guessing Game, así como un episodio de Fraggle Rock.
Hunt era buen amigo de su compañero titiritero Jerry Nelson. Muchos de los personajes que representaban eran emparejados, como Floyd Pepper (de Nelson) con Janice (de Hunt); el Monstruo de Dos Cabezas; y Pa Gorg (de Nelson) con Junior Gorg (de Hunt) en Fraggle Rock. También en ese programa, los personajes de Hunt a menudo se combinaban con los que realizaba Steve Whitmire.

## Vida personal
Richard Hunt era abiertamente gay.
Cuando el bailarín ruso Rudolf Nureyev ―que también era abiertamente gay―, hizo una aparición especial en The Muppet Show, se presentó a Hunt con una propuesta sexual directa.
Hunt era muy amigo del protagonista de Star Wars, Mark Hamill.

## Muerte
Hunt murió de complicaciones relacionadas con el sida el 7 de enero de 1992 a la edad de 40 años. en el Cabrini Hospice (en Manhattan).
Fue cremado.
Le sobrevivió su madre, Jane Hunt (de Manhattan), un hermano, Adam (de Piermont, Nueva York), y tres hermanas: Kathleen (de Closter), Lynn Russell (de Torrance, California), y Rachel Watts (de Salt Lake City).
la película The Muppet Christmas Carol se dedicó a su memoria. Tras su muerte, sus funciones fueron asumidas por David Rudman, Steve Whitmire, y respectivamente Jerry Nelson. En algunos casos, como Muppets from Space, su hermano Adan Hunt prestó su voz en la postproducción.

## Filmografía
| Film | Film                                    | Film                                                                         | Film                                                |
| Year | Film                                    | Role                                                                         | Notes                                               |
| ---- | --------------------------------------- | ---------------------------------------------------------------------------- | --------------------------------------------------- |
| 1979 | The Muppet Movie                        | Scooter, Janice, Beaker, Statler, Sweetums, varios                           | titiritero y doblaje                                |
| 1981 | The Great Muppet Caper                  | Scooter, Janice, Beaker, Statler, Sweetums, varios                           | titiritero y doblaje                                |
| 1983 | Trading Places                          | Wilson                                                                       |                                                     |
| 1984 | Ghostbusters                            | Lorenzo                                                                      |                                                     |
| 1984 | The Muppets Take Manhattan              | Scooter, Janice, Beaker, Statler, varios                                     | titiritero y doblaje                                |
| 1984 | Oxford Blues                            | Larry                                                                        |                                                     |
| 1985 | Sesame Street Presents Follow That Bird | Gladys the Cow, Feathered Friends Owl                                        | titiritero y doblaje                                |
| 1987 | A Muppet Family Christmas               | Scooter, Janice, Beaker, Statler, Gladys the Cow, Two-Headed Monster, varios | titiritero y doblaje                                |
| 1990 | The Muppets at Walt Disney World        | Scooter, Janice, Beaker, Statler, varios                                     | titiritero y doblaje                                |
| 1990 | Basil Hears A Noise                     | Two-Headed Monster, Dip Cat                                                  | titiritero y doblaje                                |
| 1991 | Muppet*Vision 3D                        | Scooter, Beaker, Statler, Sweetums, varios personajes                        | titiritero y doblaje; atracción del parque temático |

| Televisión | Televisión             | Televisión | Televisión                                                         |
| Años       | Título                 | Papel | Notas                                                              |
| ---------- | ---------------------- | --- | ------------------------------------------------------------------ |
| 1971-1992  | Sesame Street          | Forgetful Jones, Placido Flamingo, Don Music, Gladys the Cow, Sully, Two-Headed Monster, varios personajes                                                            | titiritero y doblaje; permaneció en los créditos hasta el año 2000 |
| 1976-1981  | The Muppet Show        | Scooter, Janice (desde la segunda temporada en adelante), Beaker, Statler, Sweetums, varios                                                                           | titiritero y doblaje                                               |
| 1983-1987  | Fraggle Rock           | Gunge, Junior Gorg, Beige Fraggle, Firechief Fraggle, Flex Doozer, Gillis Fraggle, Lambo, Herkimer Fraggle, Mean Genie, Mudwell the Mudbunny, The Odd Old Man, varios | titiritero y doblaje                                               |
| 1984-1992  | The Cosby Show         | Statler, Blue Frackle, y Disagreeable Sandwich | titiritero y doblaje                                               |
| 1985       | Little Muppet Monsters | Tug Monster, Scooter, Janice, Beaker (voz), narrador de los cortometrajes animados de los Muppets (voz).                                                              | titiritero y doblaje                                               |